# Гірки (Звягельський район)
Гі́рки (раніше також Гурки) — село в Україні, у Ярунській сільській територіальній громаді Звягельського району Житомирської області. Чисельність населення становить 724 особи (2001). У 1923—59 роках — адміністративний центр колишньої однойменної сільської ради.

## Населення
За довідником 1885 року в селі мешкало 265 осіб, налічувалося 33 дворових господарства, у 1887 році — 369 мешканців, дворів — 60.
У 1923 році в селі проживало 484 мешканці, дворів — 82, станом на 4 січня 1927 року — 515 осіб, дворів — 89.
Відповідно до результатів перепису населення СРСР, кількість населення станом на 12 січня 1989 року становила 809 осіб. Станом на 5 грудня 2001 року, відповідно до перепису населення України, кількість мешканців села становила 724 особи.

## Історія
В середині 17 століття — власність Анни Алоїзи Ходкевичевої з Острозьких, яка у 1648 році платила з 80 димів, у 1650 році — з 50 димів, а у 1651 році лише з 12 димів.
У другій половині 19 століття — село Киянської волості Новоград-Волинського повіту, за 14 верст (15 км) від Новограда-Волинського, на річці Церем. Селяни, в кількости 95 осіб, володіли 389 десятинами землі, 1 187 десятин — земля двірська. Раніше село належало до звягельського маєтку Любомирських, від них перейшло до Уварових, які розколонізували маєток та продали німцям.
За довідником 1885 року — колишнє поміщицьке село Киянської волості Новоград-Волинського повіту Волинської губернії. Лежало на річці Цмолці, були церковна парафія, вітряний млин.
Наприкінці 19 століття — село Киянської волості (тоді ж увійшло до складу Жолобенської волості) Новоград-Волинського повіту Волинської губернії. Великі землевласники — селяни Євген та Сергій Якимчуки. Була стара дерев'яна церква, невідомо коли і збудована. У 1879 році за кошти парафіян збудовано дерев'яну, на кам'яному підмурівку, дзвіницю. При церкві було близько 7 десятин землі. До церкви було приписане сільце Кудиновичі. Дворів 56, парафіян 435 осіб обох статей. З 1831 року церкву приписано до парафії у Курмані, за 5 верст. На початку 20 століття 68 господарствами володіли українці, 4 — євреї.
У 1906 році — село Жолобенської волості (1-го стану) Новоград-Волинського повіту Волинської губернії. Відстань до повітового центру, м. Новоград-Волинський, становила 14 верст, до волосного центру с. Жолобне — 12 верст. Поштове відділення — Новоград-Волинський. У 1910 році один селянин виїхав до Америки.
У 1923 році включене до складу новоствореної Гірківської сільської ради, яка 7 березня 1923 року увійшла до складу новоутвореного Пищівського (згодом — Ярунський) району Житомирської округи; адміністративний центр ради. Розміщувалося за 16 верст від районного центру с. Піщів. 4 червня 1958 року, в складі сільської ради, передане до відновленого Новоград-Волинського району Житомирської області. 5 березня 1959 року, внаслідок об'єднання сільських рад, село підпорядковане Ярунській сільській раді Новоград-Волинського району.
У листопаді 2007 року у селі було демонтовано пам'ятник Володимиру Леніну.
12 червня 2020 року, відповідно до розпорядження Кабінету Міністрів України № 711-р «Про визначення адміністративних центрів та затвердження територій територіальних громад Житомирської області», територію та населені пункти Ярунської сільської ради включено до складу Ярунської сільської територіальної громади Новоград-Волинського (згодом — Звягельський) району Житомирської області.

## Відомі люди
- Дем'янчук Анатолій Степанович (* 1952) — доктор педагогічних наук, професор. Заслужений працівник освіти України.